# Chinese Democracy
Chinese Democracy je album skupine Guns N' Roses.
V preteklih letih se je ogromno špekuliralo o izidu plošče Chinese Democracy. Album je uradno izšel 23. novembra 2008 in to bo njihova prva avtorska studijska plošča po dvojnem albumu Use Your Illusion iz leta 1991.
Oboževalci te ameriške hard rock skupine, ki se je po zadnji skupni turneji leta 1993 kompletno spremenila (od ustanovnih članov ostaja samo še pevec Axl Rose) in se iz oči javnosti umaknila za skoraj deset let, že vsa ta leta čakajo na nov studijski izdelek. Vmes so se še menjavali člani skupine, snemale pesmi, leta 2002 pa so po skrivnostnem nastopu na MTV Music Awards opravili še z nekaj koncerti na svoji »Chinese Democracy World Tour 2002«, turneja se je neslavno končala z množičnimi neredi pred dvorano v Philadelphii, 6. decembra 2002, ko se Axl ni uspel pravočasno pojaviti na koncertnem prizorišču. Nato se je popolnoma umaknil iz javnosti, po krajšem obvestilu o odpadlem koncertu na festivalu Rock In Rio IV v Lizboni 2004 pa se je znova prvič v medijih pojavil na krajši zabavi ameriške glasbene skupine Korn januarja 2006. Sledila je predstavitev novega kitarista v skupini (Ron »Bumblefoot« Thal) in koncertna turneja po svetu leta 2006 in spomladi 2007. V tem času so Guns N' Roses igrali v Evropi, ZDA, Mehiki, Japonski in Avstraliji.
Chinese Democracy v javnosti ostaja kot najdražji album vseh časov, saj so založniki zanj porabili nič manj kot 13 milijonov ameriških dolarjev. Axl je sicer znan kot perfekcionist in to je poleg pravnih težav glavni razlog za odlaganje izida albuma. Nekdanji kitarist skupine, Slash, ki tedaj ni bil član benda (takrat član skupine Velvet Revolver) je v krajšem radijskem intervjuju za neko kanadsko postajo celo izjavil, da bo album izšel v marcu 2006, kar pa se je na koncu izkazalo za neresnično.
V letih 2006−2008 so se na internetnih forumih pojavili do sedaj neizdani demo posnetki nekaterih skladb za Chinese Democracy (demo posnetki skladb »I.R.S.«, »There Was A Time«, »Better«, »Chinese Democracy«, »Madagascar«, »Shackler's Revenge«, »If the World«, »Rhiad and the Bedouins« in tudi »Neimenovana« pesem (na spletnih forumih jo po navadi opisujejo kot »Untitled song #2«), menedžment skupine Guns N' Roses pa je vsem radijskim postajam odsvetoval predvajanje omenjenih demo posnetkov, saj bi jih v tem primeru lahko doletele pravne sankcije zaradi kršenja avtorskega prava. 27. avgusta letos je ameriški FBI aretiral blogerja Kevina Cogilla zaradi objave povezav do devetih demo posnetkov skladb s prihajajočega albuma. Po plačilu varščine je bil izpuščen na prostost, še vedno pa mu v primeru obsodbe grozi pet let zapora. Ena izmed skladb, gre pravzaprav za prvi izdani studijski posnetek skupine od leta 1999, skladba z naslovom »Shackler's Revenge«, je 15. septembra 2008 izšla v priljubljeni računalniški igri Rock Band 2. Velja omeniti, da večina demo posnetkov zveni kot rock z industrialnim pridihom, nekaj je tudi hip-hop elementov (seveda NE gre za klasično rapanje), veliko je tudi elektronskih in orkestralnih glasbenih vložkov.
22. novembra 2008 sta menedžerja skupine, Andy Gould in Irving Azoff v izjavi za javnost potrdila, da bo album na police ameriških trgovin BestBuy (ki bo imela ekskluzivne pravice za prodajo albuma v ZDA) prišel 23. novembra 2008. V Evropi in drugje po svetu smo  ga lahko kupili v vsaki večji trgovini z glasbenimi zgoščenkami, predvidoma istega dne oz. dan ali dva kasneje.

### Seznam skladb
Te skladbe lahko slišite na albumu Chinese Democracy.
1. »Chinese Democracy«
2. »Shackler's Revenge«
3. »Better«
4. »Street Of Dreams«
5. »If The World«
6. »There Was A Time«
7. »Catcher N' The Rye«
8. »Scraped«
9. »Riad N' The Bedouins«
10. »Sorry«
11. »I.R.S.«
12. »Madagascar«
13. »This I Love«
14. »Prostitute«